# 서방 기독교

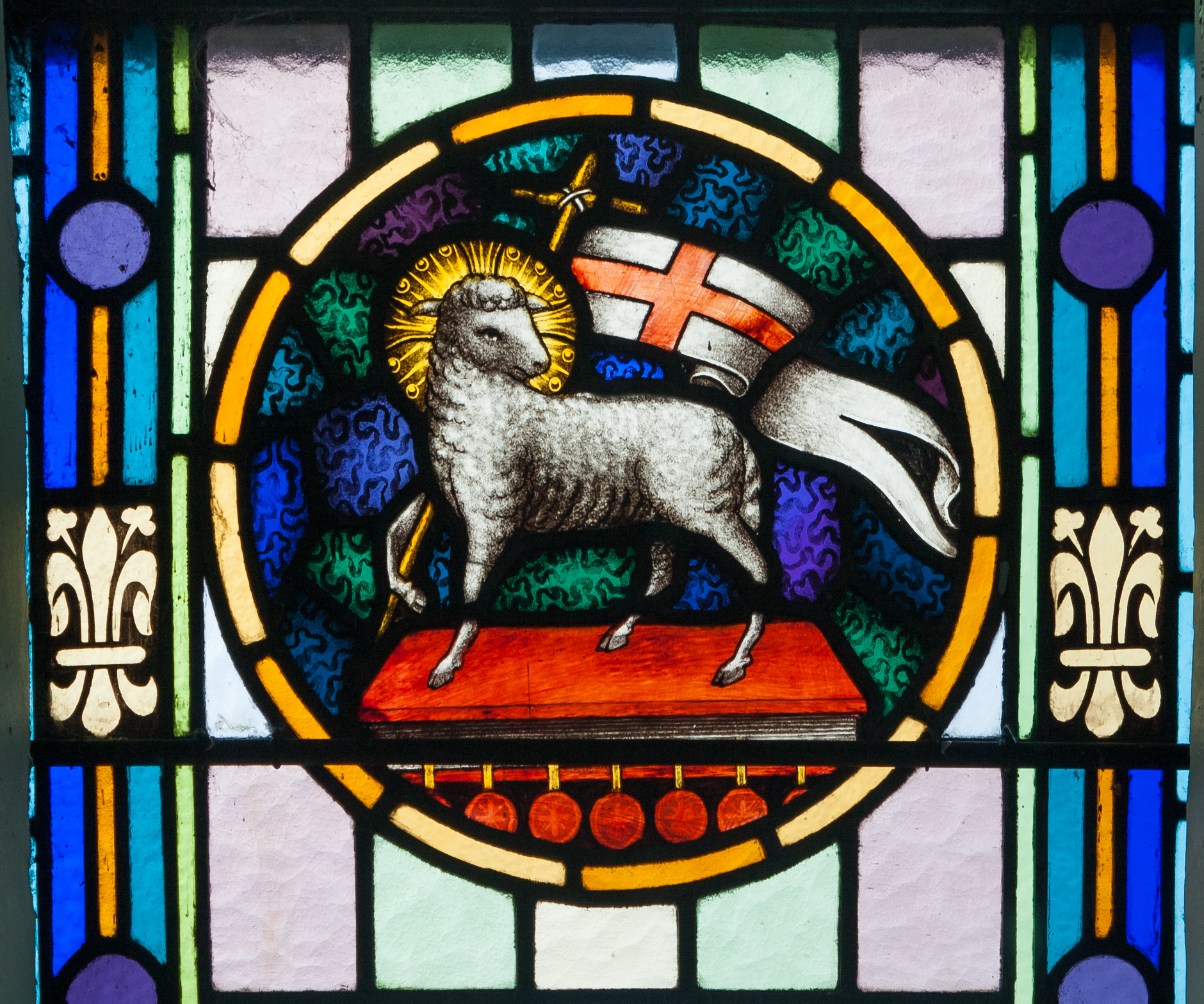
예수를 하느님의 어린 양(아뉴스 데이)으로 표현한 그림으로, 서방 기독교에서 흔히 사용되는 방식이다.

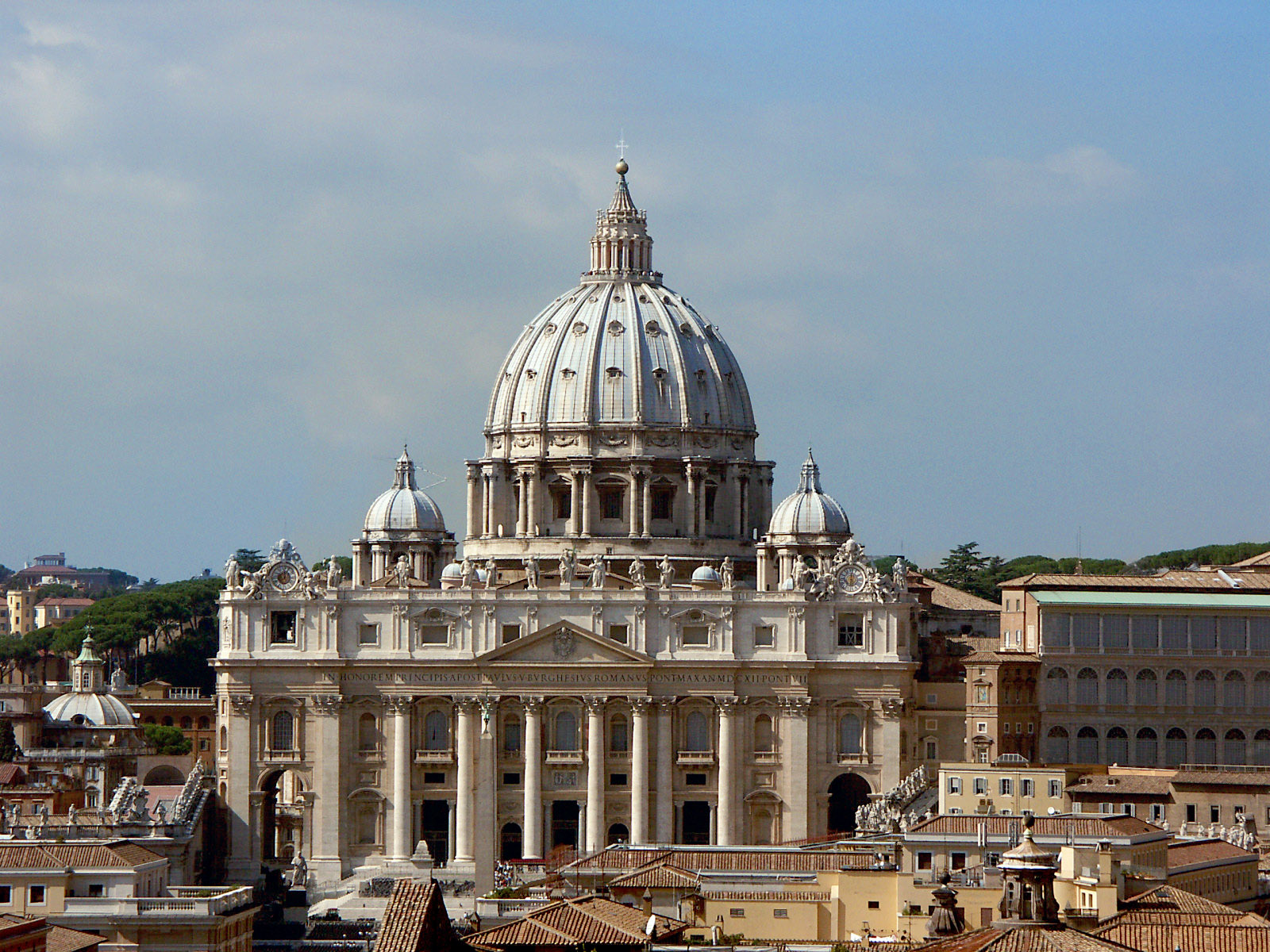
오늘날 세계에서 가장 큰 교회 건물인 바티칸 시국의 성 베드로 대성전

초기 기독교부터 시작된 교회의 진화 연대표

서방 기독교(西方基督敎, 영어: Western Christianity) 또는 서방교회(西方敎會)는 기독교의 두 가지 주요 구분 중 하나이다(동방 기독교가 다른 하나이다). 서방 기독교는 라틴 교회와 서방 개신교로 구성되어 있으며, 구 가톨릭교회, 독립 가톨릭교회 및 회복주의 기독교와 같은 그들의 분파들을 포함한다.
세계 23억 명의 기독교인 중 대다수는 서방 기독교인이다(약 20억 명: 13억 라틴 가톨릭, 11억 7천만 개신교). 주요 구성 요소 중 하나인 라틴 교회는 로마 주교의 지휘 아래 발전했다. 라틴 교회에서 16세기 종교 개혁을 시작으로 루터교회와 성공회를 포함한 다양한 독립 개신교 교단들이 나타났고, 19세기에는 독립 가톨릭교회도 등장했다. 따라서 "서방 기독교"라는 용어는 단일 친교나 교파를 지칭하는 것이 아니라, 이 모든 교파들을 동방 기독교와 구별하기 위해 총체적으로 적용된다.
로마 가톨릭교회의 고유법 특수교회인 라틴 교회의 수립은 고대부터 교황 수위권을 주장해온 성좌의 로마 통합과 동시에 이루어졌다. 라틴 교회는 로마의 교황과 완전한 상통관계를 유지하는 동방 가톨릭교회와 구별되며, 로마와 상통하지 않는 동방 정교회 및 오리엔트 정교회와도 구별된다. 이 다른 교회들은 동방 기독교의 일부이다. 이와 관련하여 "서방"과 "동방"이라는 용어는 헬레니즘 동방과 라틴 서방 사이의 문화적 분열과 서로마 제국과 동로마 제국 사이의 정치적 분열을 반영하는 지리적 구분에서 유래했다. 중세 동안 라틴 교회의 신자들은 민족성에 관계없이 자신들을 동방 기독교인("그리스인")과 구별하기 위해 일반적으로 "라틴인"이라고 불렀다.
서방 기독교는 서양 문명의 형성에 중요한 역할을 했다. 근세부터 유럽 식민주의가 확장되면서 라틴 교회는 점차 개신교 분파들과 함께 아메리카, 필리핀의 대부분, 남아프리카, 서아프리카의 일부 지역, 그리고 오스트레일리아와 뉴질랜드 전역으로 퍼져 나갔다. 따라서 16세기 이후의 역사적 시기에 사용될 때 "서방 기독교"라는 용어는 특정 지리적 지역을 지칭하는 것이 아니라, 이 모든 것을 포괄하는 집합적인 용어로 사용된다.
오늘날 서방 기독교와 동방 기독교 사이의 지리적 구분은 선교사들의 확산, 이주, 세계화로 인해 고대나 중세만큼 절대적이지 않다. 따라서 "서방 기독교"와 "동방 기독교"라는 형용사는 현재의 지리적 위치보다는 역사적 기원과 신학 및 예전의 차이를 지칭하는 데 주로 사용된다.
라틴 교회는 라틴 전례를 계속 사용하지만, 개신교 교단과 독립 가톨릭교회는 다양한 전례 방식을 사용한다.
문화적 영역으로서의 유럽에 대한 가장 초기 개념은 9세기의 카롤링거 르네상스 동안 등장했으며, 당시 서방 기독교를 실천했던 영토들을 포함했다.

## 역사

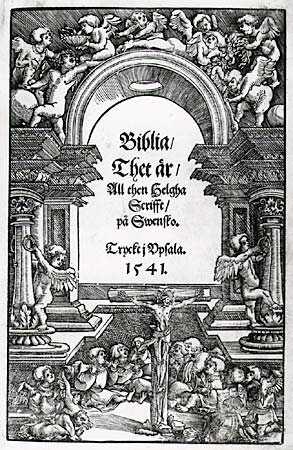
페트리 형제가 로렌티우스 안드레아와 함께 번역한 루터교 구스타브 바사 성경의 표지

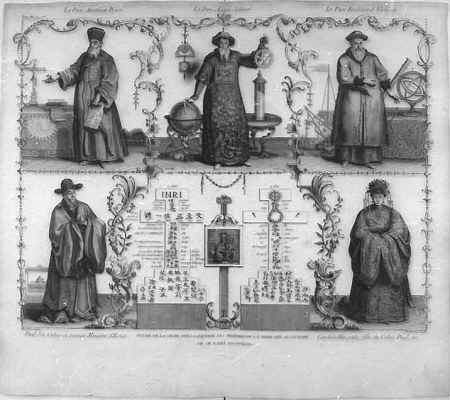
예수회 학자들 중국. 위: 마테오 리치, 아담 샬, 페르디난트 페르비스트(1623–88); 아래: 서광계(Paul Siu), 국무원 총리 및 그의 손녀 칸디데 히우

역사적으로 기독교 교회는 중심이 로마인 라틴어 사용 서방과 중심이 콘스탄티노폴리스인 그리스어 사용 동방으로 문화적으로 분열되어 있었다. 문화적 차이와 정치적 경쟁은 두 교회 간의 긴장을 야기했고, 이는 교리와 교회론에 대한 의견 불일치로 이어져 궁극적으로 동서교회 대분열을 초래했다.
동방 기독교와 마찬가지로 서방 기독교도 그 뿌리를 직접적으로 사도들과 다른 초기 종교 전파자들에게 둔다. 서방 기독교의 원래 지역에서는 라틴어가 주요 언어였다. 라틴어로 글을 쓴 기독교 작가들은 그리스어, 시리아어 또는 다른 언어로 글을 쓴 작가들보다 더 큰 영향을 미쳤다. 서방의 초기 기독교인들은 그리스어를 사용했지만(교황 클레멘스 1세와 같은), 4세기에는 로마와 남부 갈리아, 로마 속주 아프리카와 같은 국제적인 도시에서도 라틴어가 이를 대체했다. 2세기 초부터 성경의 라틴어 번역본이 있었다는 증거가 있다(참조 베투스 라티나).
로마 제국의 쇠퇴와 함께 조직상의 차이점도 나타났는데, 이는 서방의 주교들이 콘스탄티노폴리스 황제에게 의존하지 않았고 동방 교회의 황제교황주의의 영향을 받지 않았기 때문이다. 콘스탄티노폴리스 총대주교좌가 황제의 영토 전역에서 지배적이 된 반면, 서방은 오직 로마 총대주교좌만을 바라보았는데, 동방에서는 로마 총대주교좌를 오방정치의 다섯 총대주교 중 하나로 보았다. "오방정치란 하나의 보편 제국 후원 아래 다섯 총대주교좌에 의한 보편적 기독교권 통치를 제안한 것이다. 유스티니아누스 1세(527–565) 황제의 입법, 특히 그의 노벨라 131호에서 정립된 이 이론은 트룰로 공의회(692)에서 공식적인 교회적 승인을 받았으며, 이 공의회는 로마, 콘스탄티노폴리스, 알렉산드리아, 안티오키아, 예루살렘의 다섯 교구를 순위화했다."
수세기 동안 불일치는 서방 기독교를 다양한 형태의 동방 기독교와 분리시켰다. 처음에는 에페소 공의회(431) 이후 동시리아 기독교로부터, 그 다음에는 칼케돈 공의회(451) 이후 오리엔트 정교회로부터, 그리고 1054년 동서교회 대분열로 동방 정교회로부터 분리되었다. 마지막 형태의 동방 기독교와의 재결합 합의는 제2차 리옹 공의회(1274)와 피렌체 공의회(1439)에서 서명되었지만, 이는 효과적이지 못했다.
스탠퍼드 대학교의 역사학자 폴 레구트코(Paul Legutko)는 로마 가톨릭교회가 "우리가 서양 문명이라고 부르는 가치, 사상, 과학, 법률 및 제도의 발전의 중심에 있다"고 말했다. 개신교의 부흥은 서방 기독교 내에서 여전히 지속되는 주요 분열과 전쟁을 야기했다. 예를 들어, 1585–1604년의 잉글랜드-스페인 전쟁은 종교적 원인뿐만 아니라 경제적 원인도 있었다.
대항해시대와 그 이후에 유럽인들은 서방 기독교를 신대륙과 다른 지역으로 전파했다. 로마 가톨릭교회는 아메리카(특히 남아메리카), 아프리카, 아시아, 오스트레일리아, 태평양 지역에 전해졌다. 성공회를 포함한 개신교는 북아메리카, 오스트레일리아-태평양 및 일부 아프리카 지역에 전해졌다.
오늘날 서방 기독교와 동방 기독교 사이의 지리적 구분은 유럽인들의 전 세계적인 대규모 이주와 지난 5세기 동안의 선교사들의 활동으로 인해 훨씬 덜 절대적이다. 

## 특징

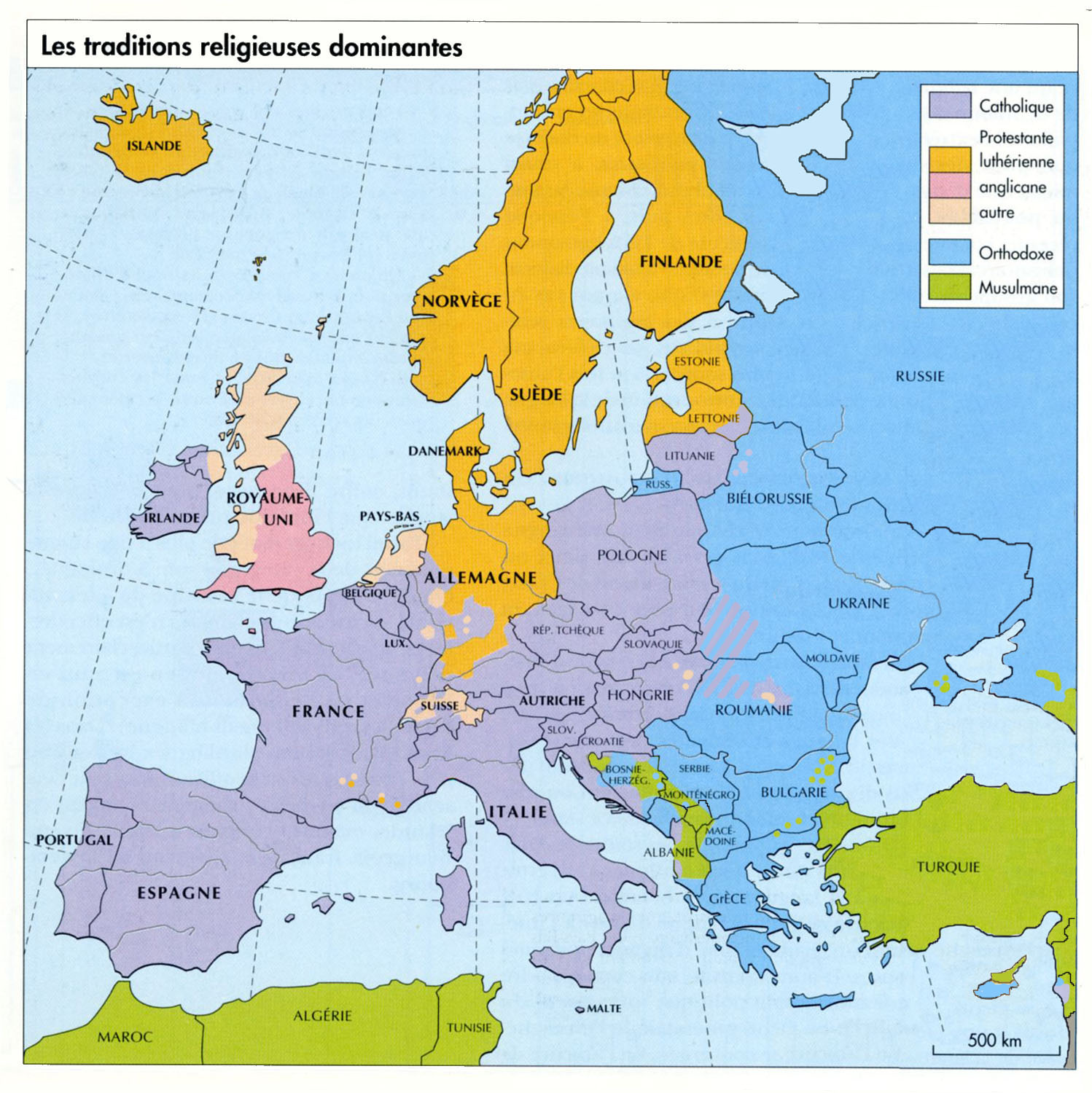
지역별 주요 종교를 보여주는 유럽 지도. 동방 기독교는 파란색, 이슬람은 녹색, 다른 색은 서방 기독교의 분파를 나타낸다.

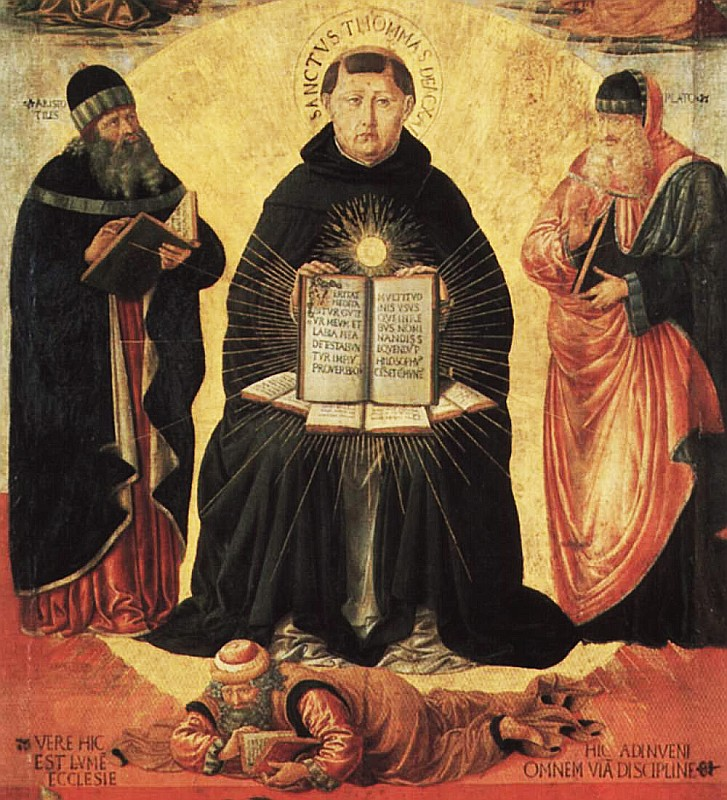
토마스 아퀴나스는 중세 시대의 위대한 서양 학자 중 한 명이었다.

### 원죄
원죄는 사람의 타락 이후 인류가 존재해온 죄의 상태에 대한 기독교적 믿음으로, 아담과 하와가 에덴 동산에서 선악을 알게 하는 나무의 금단의 열매를 먹음으로써 불순종의 죄를 지은 데서 비롯된다. 신학자들은 이 상태를 여러 방식으로 설명해 왔는데, 사소한 결함이나 죄로 향하는 경향을 의미하지만 집합적 죄책 없이 "죄성"으로 불리는 것에서부터, 전적 타락이나 집합적 죄책을 통한 모든 인간의 자동적인 죄책과 같은 극단적인 것까지 다양하다.

### 필리오퀘 조항
대부분의 서방 기독교인들은 제1차 콘스탄티노폴리스 공의회에서 채택된 원문에는 "성부로부터 나온다"고만 되어 있던 니케아 신경의 한 버전을 사용하는데, 이 버전에는 성령이 "성부와 성자로부터 나온다"는 구절이 추가되어 있으며, "홀로"라는 추가 단어는 없다. 이 서방 버전에는 또한 제1차 니케아 공의회에서 채택된 신경에 있었지만 제1차 콘스탄티노폴리스 공의회에서 삭제된 "하느님으로부터 나온 하느님"(Deum de Deo)이라는 구절이 추가되어 있다.

### 부활절 날짜
부활절 날짜는 일반적으로 율리우스력과 그레고리력을 각각 기준으로 계산하기 때문에 동방 기독교와 서방 기독교 간에 차이가 있다. 그러나 니케아 공의회 이전에는 유월절을 포함한 다양한 날짜들이 준수되었다. 니케아 공의회는 부활절 날짜를 "로마화"하고 "유대화된"(즉, 유월절 날짜의) 부활절을 파문했다. 부활절 준수 날짜는 1582년 그레고리력이 공포된 이후 현대에 와서야 달라졌다. 더욱이 서방 교회는 그레고리력을 한 번에 보편적으로 채택하지 않았기 때문에 한동안 부활절 날짜가 동방 교회와 로마 가톨릭 교회 간에 달랐지만, 반드시 동방 교회와 서방 개신교 교회 간에 다른 것은 아니었다. 예를 들어, 잉글랜드 성공회는 1753년까지 동방 교회와 같은 날짜에 부활절을 준수했다.
다른 기독교 축일의 날짜조차도 동방 기독교와 서방 기독교 간에 종종 다르다.

### 본질-활동 구분의 부재
동방 기독교, 특히 동방 정교회는 전통적으로 하느님의 본질, 즉 그분께서 무엇이신지와 하느님의 활동, 즉 그분께서 무엇을 하시는지 사이를 구분해왔다. 그들은 하느님께서는 본질에서는 알 수 없지만, 그분의 활동에서는 알 수 있다(즉, 경험할 수 있다)고 주장한다. 이는 동방 기독교의 부정의 신학의 연장선상에 있으며, 서방 기독교인들은 신의 단순성에 대한 견해를 선호하고, 하느님의 본질은 그분의 속성을 통해 알 수 있다고 주장한다.

## 서방 교파
오늘날 서방 기독교는 전 세계 기독교인의 거의 90%를 차지하며, 로마 가톨릭교회가 절반 이상을, 다양한 개신교 교단이 다른 40%를 차지한다.
15세기 보헤미아의 후스파 운동은 주요 개신교 봉기보다 100년 앞섰고, 모라비아 형제회와 같은 몇몇 작은 개신교 교회로 발전했다. 발도파도 살아남았지만 칼뱅주의 전통에 흡수되었다.

개신교 내 주요 분파 및 운동

## 주요 인물

### 로마 주교 또는 교황
관련 인물:
- 교황 클레멘스 1세(재위  96년c.경), 교회의 속사도 중 한 명.
- 교황 레오 1세
- 교황 그레고리오 1세

### 종교 개혁가들
관련 인물:
- 얀 후스( 1369년c.–1415년), 14세기 가장 중요한 신학자 중 한 명.
- 마르틴 루터(1483년–1546년), 종교 개혁과 15세기의 가장 유명한 종교 개혁가이자 신학자.
- 존 알라스코(1499년-1560년), 얀 와스키(Jan Łaski)로도 알려져 있으며, 폴란드 칼뱅주의 개혁을 이끌었고 폴란드 국왕 지그문트 2세의 비서였다.
- 한스 타우젠, 리베 주교(1494년–1561년), 덴마크와 홀슈타인의 종교 개혁을 이끈 신학자.
- 로렌티우스 페트리, 웁살라 및 스웨덴 전체 대주교(1499년–1573년), 그의 형제 울라우스 페트리와 함께 구스타브 1세 국왕과 함께 스웨덴의 주요 루터교 개혁가로 여겨졌다.
- 프리모슈 트루바르(1508년–1586년), 주로 최초의 슬로베니아어 인쇄 서적의 저자로 알려져 있으며,[17] 카르니올라 공국 개신교 교회의 창립자이자 초대 감독이자 슬로베니아어를 통합한 인물이다.
- 장 칼뱅(1509년–1564년)
- 존 녹스(1514년–1572년)
- 페렌츠 다비드(1520년–1579년), 트란실바니아 유니테리언 교회의 창립자이자 반삼위일체론 운동의 토대를 마련했다.
- 미카엘 아그리콜라, 투르쿠 주교(1554년–1557년), 그는 사실상 핀란드 문학의 창시자이자 당시 스웨덴 영토였던 핀란드를 포함한 스웨덴 종교 개혁의 중요한 지지자가 되었다. 그는 종종 "핀란드 문학의 아버지"로 불린다.

### 캔터베리 대주교 및 잉글랜드 전체 수석 주교
관련 인물:
- 아우구스티누스 칸투아리엔시스(597년–604년)
- 토머스 크랜머(1533년–1555년), 잉글랜드의 주요 종교 개혁가 중 한 명
- 매슈 파커(1504년–1575년), (파커는 39개조 신조의 주요 설계자 중 한 명이었다)

### 리옹 대주교 및 갈리아 수석 주교
관련 인물:
- 리옹의 이레네오( 202년c.경 사망)

### 아퀼레이아 총대주교
관련 인물:
- 아퀼레이아의 크로마티우스

## 같이 보기
- 아리스토텔레스주의
- 보헤미아 종교개혁
- 교부
- 신성 로마 제국
- 신플라톤주의
- 급진 종교개혁
- 스콜라주의
- 토미즘
- 서양 문화